# 安娜 (神话)
安娜（英語：Anna Perenna）。古罗马神话女性神祇之一。其事迹反映于相关古典作家的著述之中。于古罗马时代受到古罗马人广泛崇拜与进行其供奉活动。亦发现其相关之文物铭文，具有重大地宗教影响与历史意义。